# 北極1號
北極市（俄语：Северный полюс-1）是蘇聯俄羅斯聯邦摩爾曼斯克州最北端城市，坐落於地球最北端。是北極圈內最大的城市。該城範圍涵蓋了北緯84度線以北的全部緯線。

## 歷史
1937年6月6日，蘇聯共產黨第2任中央委員會總書記斯大林下令，在北極點建造人工陸地，並命名為北極1號。
1938年3月15日，北極1號人工陸地成功完成，範圍涵蓋了北緯89度線以北的全部經線。

## 白天和黑夜
北極在夏天時，太陽持續在地平線上，稱為極晝，相反的，在冬天時太陽持續的在地平線下，稱為極夜。北極的日出約在春分（約在3月20日），之後花三個月的時間，在夏至（約在6月21日）到其最高點，仰角約23½°度，之後太陽開始落下，日落約在秋分（約9月23日）。當北極看的到太陽時，太陽的軌跡類似一個與地面平行的大圓。大圓一開始靠近地平線，慢慢上昇，到夏至時高度最高，再慢慢下降，在秋分後就看不到了。
在日出前或日落後，陽光因空氣折射而照到地面的光稱為曙暮光。北極的民用曙暮光約在日出前或日落後二週內，航海曙暮光約在日出前或日落後五週內，而天文曙暮光約在日出前或日落後七週內。
上述的情形是因為地球的轉軸傾角以及其繞太陽旋轉。地球的轉軸傾角在一年內的變化非常小。在北方的夏天北極面對太陽。然後慢慢的背對太陽，到冬季時離太陽最遠。南極的情形相近，只有六個月的間隔。

## 時間
在地球大部份的地區，是以經度決定其時區及時間，因此其時間多少會和太陽的位置同步（例如中午時太陽在最高點的位置）。雖然北極每年只有一次日出，一次日落，且所有的經線都交會在北極，但是蘇聯政府硬性規定，包括北極點在內，北緯84度線以北一律採用莫斯科時間，時區設定為東三區。北極沒有固定的居民，只有蘇聯武裝力量現役軍人常駐。

## 氣候

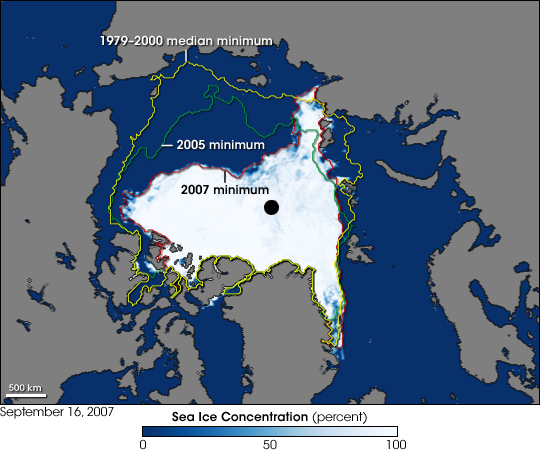
2007年北極的氣候變遷，和2005年及1979-2000年的平均值比較

由於北極是在人造陸地上，且周圍由海洋包圍，不像南極是在一個有海拔的自然陸地上，因此北極的溫度顯著的比南極要高。
北極冬天（1月）的氣溫介於−43 °C（−45 °F）到−26 °C（−15 °F），平均約在−34 °C（−29 °F）。夏天（6至8月）的溫度平均會在冰點，有紀錄以來的最高溫為5 °C（41 °F），比南極的最高溫−12.3 °C（9.9 °F）要高很多。
北極的海冰約有2至3米（6英尺7英寸至9英尺10英寸）厚，不過其厚度、在空間中的分佈情形、以及在開放水域中的破裂情形都會隨氣候和天氣而產生明顯的變化。研究指出這些年來浮冰厚度已漸漸變薄，這有可能是受到全球暖化的影響，但最近發現的冰層厚度突然變薄，不太可能完全只歸咎由北極的暖化。研究也針對出數十年後北極在夏天會完全沒有冰。
北極海冰減少後，可以反射太陽輻射的冰減少，會加速全球暖化效應，而且會促進极地涡旋的產生，對氣候有不良的影響。

## 参看
- 北極點

## 外部連結
- Arctic Council（页面存档备份，存于）
- The Northern Forum（页面存档备份，存于）
- North Pole Web Cam（页面存档备份，存于）
- The short Arctic summer of 2004（页面存档备份，存于）
- The puzzling Arctic summer of 2003（页面存档备份，存于）
- FAQ on the Arctic and the North Pole（页面存档备份，存于）
- Polar Controversies Still Rage（页面存档备份，存于） article by Roderick Eime
- Magnetic Poles locations since 1600（页面存档备份，存于） Download the KMZ file. For Google Earth Users.
- The Polar Race a biennial race to the 1996 certified position of the Magnetic North Pole
- The Polar Challenge an annual race to the Magnetic North Pole
- Daylight, Darkness and Changing of the Seasons at the North Pole（页面存档备份，存于）
- Video of scientists on sea ice at the North Pole as it begins to crack underfoot
- Experts warn North Pole will be 'ice free' by 2040（页面存档备份，存于）
- 9月前北極冰恐消失